# Suzi Quatro (album)
| Recensione              | Giudizio     |
| ----------------------- | ------------ |
| AllMusic                | [ 4 ]        |
| Robert Christgau        | B            |
| Sputnikmusic            | 4.5 (Superb) |
| Dizionario del Pop-Rock | [ 7 ]        |

Suzi Quatro è l'album di debutto di Suzi Quatro, pubblicato nell'ottobre del 1973.
Il titolo dell'album in Australia è Can the Can, come una delle tracce presenti nell'album.

## Tracce

### LP
Lato A
1. 48 Crash – 3:53 (Mike Chapman, Nicky Chinn)
2. Glycerine Queen – 3:46 (Suzi Quatro, Len Tuckey)
3. Shine My Machine – 3:48 (Suzi Quatro, Len Tuckey)
4. Official Suburbian Superman – 3:05 (Suzi Quatro, Len Tuckey)
5. I Wanna Be Your Man – 3:18 (John Lennon, Paul McCartney)
6. Primitive Love – 4:11 (Mike Chapman, Nicky Chinn)

Lato B
1. All Shook Up – 3:48 (Chris Blackwell, Elvis Presley)
2. Sticks & Stones – 3:39 (Suzi Quatro, Len Tuckey)
3. Skin Tight Skin – 4:19 (Suzi Quatro, Len Tuckey)
4. Get Back Mamma – 5:52 (Suzi Quatro)
5. Shakin' All Over – 3:32 (Frederick Heath)
6. Can the Can – 3:33 (Mike Chapman, Nicky Chinn)

### CD
Edizione CD del 2011, pubblicato dalla 7T's Records (GLAMCD118)
1. 48 Crash (Mike Chapman, Nicky Chinn)
2. Glycerine Queen (Suzi Quatro, Len Tuckey)
3. Shine My Machine (Suzi Quatro, Len Tuckey)
4. Official Suburbian Superman (Suzi Quatro, Len Tuckey)
5. I Wanna Be Your Man (John Lennon, Paul McCartney)
6. Primitive Love (Mike Chapman, Nicky Chinn)
7. Can the Can (Mike Chapman, Nicky Chinn)
8. All Shook Up (Otis Blackwell, Elvis Presley)
9. Sticks & Stones (Suzi Quatro, Len Tuckey)
10. Skin Tight Skin (Suzi Quatro, Len Tuckey)
11. Get Back Mamma (Suzi Quatro)
12. Shakin' All Over (Frederick Heath)
13. Rolling Stone (Phil Dennys, Errol Brown, Suzi Quatro) – Traccia bonus
14. Brain Confusion (For All the Lonely People) (Suzi Quatro) – Traccia bonus
15. Can the Can (Mike Chapman, Nicky Chinn) – Traccia bonus
16. Ain't Ya Somethin' Honey (Suzi Quatro) – Traccia bonus
17. Little Bitch Blue (Suzi Quatro, Len Tuckey) – Traccia bonus
18. Daytona Demon (Mike Chapman, Nicky Chinn) – Traccia bonus
19. Roman Fingers (Suzi Quatro, Len Tuckey) – Traccia bonus
20. Ain't Got No Home (Clarence 'Frogman' Henry) – Traccia bonus

## Formazione
- Suzi Quatro - basso, voce solista
- Len Tuckey - chitarra, chitarra slide, accompagnamento vocale
- Alastair McKenzie - pianoforte elettrico, grand piano, mellotron, accompagnamento vocale
- Dave Neal - batteria, accompagnamento vocale[9]

Musicisti aggiunti
- Peter Frampton - chitarra (brano: Rolling Stone)
- Mick Waller - batteria (brano: Rolling Stone)
- Errol Brown - accompagnamento vocale-cori (brano: Rolling Stone)
- Alan White - batteria (brani: Brain Confusion e Ain't Ya Somethin' Honey)
- Big Jim Sullivan - chitarra (brani: Brain Confusion e Ain't Ya Somethin' Honey)
- John Rabbit Bundrick - tastiere (brani: Brain Confusion e Ain't Ya Somethin' Honey)
- Keith Hodge - batteria (brani: Can the Can e Ain't Got No Home)[10]

Note aggiuntive
- Mike Chapman e Nicky Chinn - produttori
- Registrazioni effettuate al Audio International Studio di Londra (Inghilterra)
- Pete Coleman - ingegnere delle registrazioni
- Mastering effettuato da Chris Blair al EMI Studios, Abbey Road (Londra)
- Gered Mankowitz - fotografia copertina album[9]

## Classifica
Album
| Anno | Classifica            | Posizione raggiunta |
| ---- | --------------------- | ------------------- |
| 1973 | Official Albums Chart | 32                  |
| 1974 | Billboard 200         | 142                 |

Singoli
| Anno | Titolo del brano | Classifica             | Posizione raggiunta |
| ---- | ---------------- | ---------------------- | ------------------- |
| 1973 | Can the Can      | Official Singles Chart | 1                   |
| 1973 | 48 Crash         | Official Singles Chart | 3                   |
| 1973 | Daytona Demon    | Official Singles Chart | 14                  |
| 1974 | All Shook Up     | Billboard Hot 100      | 85                  |